# حجر رأس يورك النيزكي

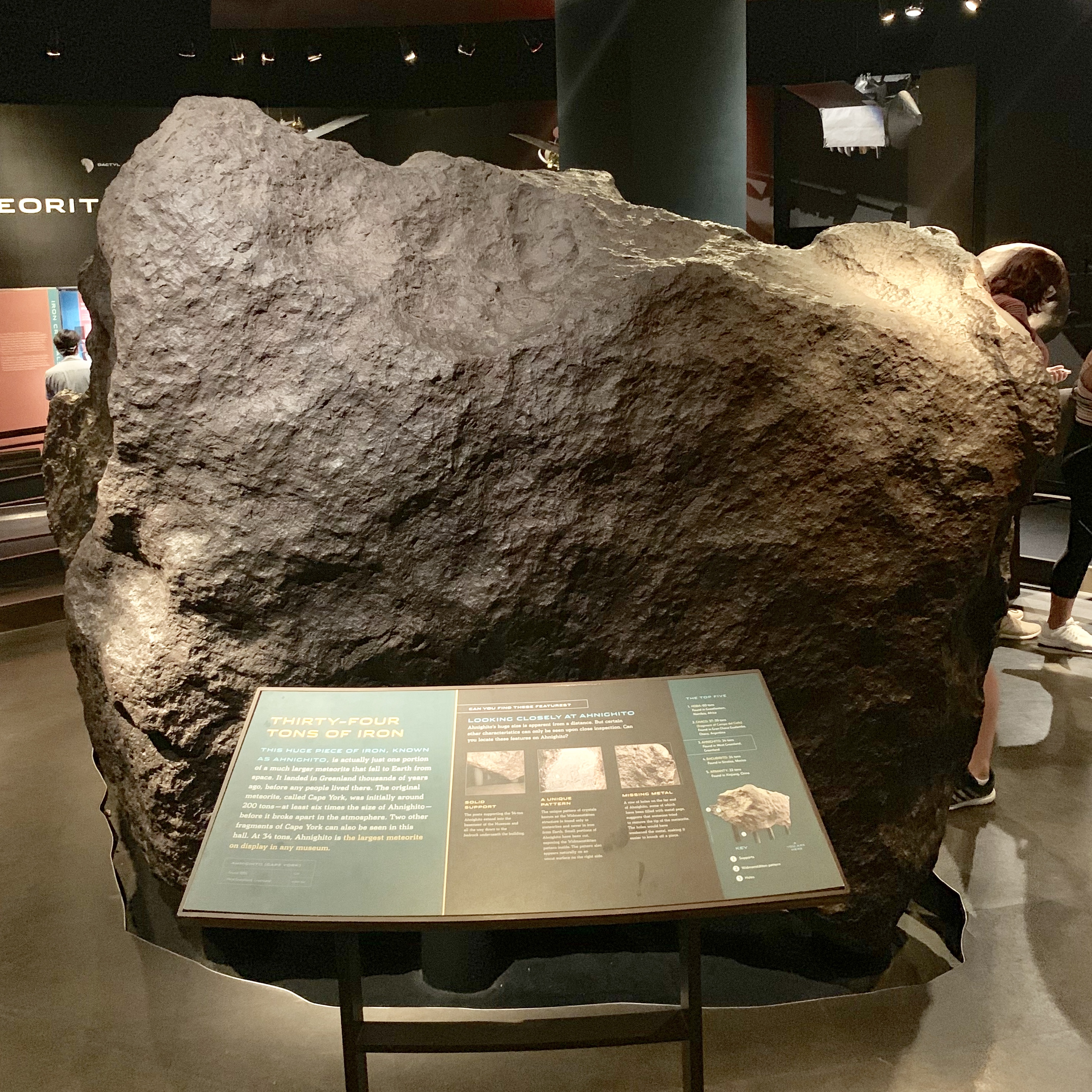
الحجر النيزكي الذي عثر عليه في رأس يورك

حجر رأس يورك النيزكي (بالإنجليزية: Cape York meteorite)‏ هو واحد من أكبر الأحجار النيزكية الحديدية المعروفة؛ إذ يبلغ مجموع أوزان الأجزاء المستحصلة منه حوالي 58 طن؛ وسمي نسبة إلى الموقع الذي عثر عليه، وذلك حوالي 37 كم شرقي رأس يورك في جرينلاند.
هناك قطع معروضة من هذا الحجر النيزكي في المتحف الأمريكي للتاريخ الطبيعي وفي المتحف الجيولوجي لجامعة كوبنهاغن. يبلغ عمر حجر رأس يورك النيزكي وفق بعض التقديرات إلى بضعة آلاف من السنين؛ في حين أن أخرى تقدره بحوالي عشرة آلاف سنة.